# Satyrex somalicus
Espèce
Satyrex somalicus est une espèce d'araignées mygalomorphes de la famille des Theraphosidae.

## Répartition
Cette espèce est endémique du Somaliland en Somalie,. Elle se rencontre vers Quljeed.

## Description
Le mâle holotype mesure 18,3 mm.

## Systématique et taxinomie
Cette espèce a été décrite par Zamani et von Wirth en 2025.

## Étymologie
Son nom d'espèce lui a été donné en référence au lieu de sa découverte, la Somalie.

## Publication originale
- Zamani, von Wirth, Fabiánek, Höfling, Just, Korba, Petzold, Stockmann, Elmi, Vences & Opatova, 2025 : « Size matters: a new genus of tarantula with the longest male palps, and an integrative revision of Monocentropus Pocock, 1897 (Araneae, Theraphosidae, Eumenophorinae). » ZooKeys, vol. 1247, p.  (texte intégral).